# Automolis lateritia
Automolis lateritia là một loài bướm đêm thuộc phân họ Arctiinae, họ Erebidae.